# Proclama di Moncalieri

Giuramento di Vittorio Emanuele II prestato a Palazzo Madama, Torino

Il Proclama di Moncalieri, quello più celebre, pronunciato il 20 novembre 1849, è il manifesto con il quale Vittorio Emanuele II, succeduto al padre Carlo Alberto di Savoia in seguito alla sconfitta durante la prima guerra d'indipendenza, si rivolse agli elettori del Regno di Sardegna affinché si rendessero inclini a portare in parlamento una maggioranza favorevole alla ratifica del trattato di pace con l'Impero austriaco (alla quale la Camera si opponeva ritenendolo eccessivamente draconiano). Il re con il discorso, avendo riaffermato l'importanza dello statuto sabaudo, di fatto poneva una garanzia sulla sopravvivenza del regime liberale, in un periodo di forte restaurazione a seguito della soppressione dei moti del 1848.
La stanza dove fu firmato da Vittorio Emanuele II il Proclama, in seguito all'incendio del 5 aprile 2008, fu gravemente danneggiata. Il documento originale era stato da tempo trasferito nell’Archivio di Stato.

## Il primo proclama
Secondo quanto prestabiliva lo Statuto da poco varato, il Re aveva la facoltà di intavolare trattative diplomatiche attraverso il suo governo e pure di firmare un armistizio o un trattato di pace, benché l'approvazione di questi fossero sospesi fino all'approvazione definitiva di entrambe le Camere. La contrarietà della Camera dei deputati a ratificare l'armistizio indusse il Re a scioglierla e, il 3 luglio 1849, ad emanare un primo Proclama da Moncalieri, più noto come «Proclama della convalescenza», nel quale dichiarava la necessità di accettare il male minore e si rivolgeva ai sudditi per salvare le istituzioni costituzionali volute dal padre. Il risultato fu tuttavia deludente: neanche la metà dell'elettorato si recò a votare e il nuovo Parlamento fu ancora meno disponibile del precedente, a causa della mancanza di moderati, a trovare una soluzione negoziata alla sconfitta militare con l'Austria.

## Il secondo proclama

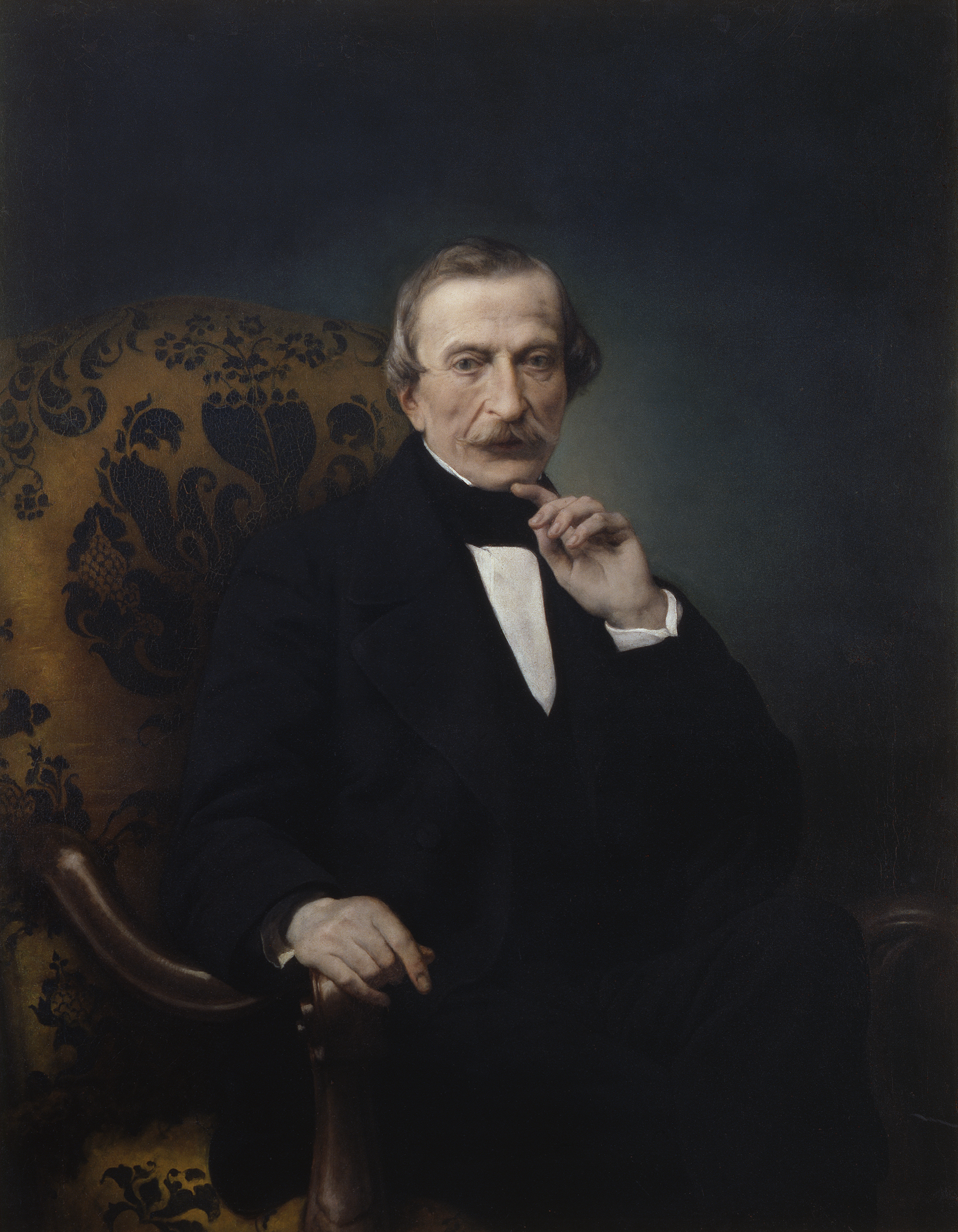
Massimo d'Azeglio, in un ritratto di Francesco Hayez

Anche dopo la conclusione del trattato di pace, siglato a Milano il 6 agosto 1849, che prevedeva una parziale occupazione del Piemonte orientale da parte degli Austriaci e un forte disarmo dell'esercito sardo, la tensione con la Camera rimase alta. Rifiutata l'idea, fomentata da alcuni moderati, di attuare un colpo di mano e di sopprimere la costituzione e il parlamento (grazie all'intervento di Massimo d'Azeglio), fatto che gli valse il titolo di "Re galantuomo", Vittorio Emanuele II il 20 novembre 1849, dopo lo scioglimento della Camera, pronunziò un testo scritto dallo stesso D'Azeglio, passato alla storia come «Proclama di Moncalieri», con il quale il re affermava la primarietà dello statuto e rimarcava le garanzie di libertà assegnate dalla carta piemontese, avendo egli stesso "salvato la Nazione dalla tirannia dei partiti". Questa volta riuscì nel suo intento di rendere docile la Camera riottosa: le elezioni del 9 dicembre videro un'affluenza di quasi il 65%, la più alta fino all'Unità e malgrado le ingerenze del governo, l'affermarsi dei candidati fedeli alla maggioranza.